# GIF Sundsvall
Pour les articles homonymes, voir GIF.
Maillots
Dernière mise à jour : 18 mars 2025.
Le GIF Sundsvall est un club suédois de football basé à Sundsvall en Suède, qui joue actuellement en Superettan.

## Historique
- 25 août 1903 : fondation du club
- 22 octobre 2011 : promotion en Allsvenskan (D1)

## Palmarès
- Superettan (deuxième division)
  - Vice-champion (3) : 2011, 2014 et 2021

- Division 1 Norra
  - Champion (2) : 1990 et  1999

- Norrländska Mästerskapet
  - Champion (1) : 1942
  - Vice-champion (2) : 1928 et 1951

## Personnalités du club

### Joueurs emblématiques
- Tomas Brolin
- Mikael Dahlberg
- Marcus Danielson
- Tobias Eriksson
- Linus Hallenius
- Mikael Lustig
- Dennis Olsson
- Oliver Berg
- Pa Dibba
- Peter Wilson